# Secadero rotativo

Secadero de tambor rotativo de una sola carcasa.

Un secadero rotativo o secadero de tambor rotativo es un tipo de secadero industrial que se utiliza para reducir o minimizar el contenido de humedad del material que está manipulando al ponerlo en contacto con un gas caliente. Los secaderos rotativos constan de un cilindro giratorio ("tambor" o "carcasa"), un mecanismo de accionamiento y una estructura de soporte (habitualmente postes de hormigón o un marco de acero). El cilindro suele estar ligeramente inclinado con el extremo de descarga más bajo que el extremo de alimentación de material, de modo que el material se mueve a través del secadero por influencia de la gravedad. El material que se va a secar se carga al secadero y, a medida que éste gira, se levanta mediante una serie de paletas que recubren su pared interior. Cuando el material ha alcanzado una altura suficiente, vuelve a caer al fondo del secadero, pasando a su través la corriente de gas caliente.

## Aplicaciones
Los secaderos rotativos presentan múltiples aplicaciones, pero se ven más frecuentemente en la industria minera para secar arena, piedra, tierra y mineral. También se utilizan en la industria alimentaria para material granular como cereales, legumbres y granos de café.

## Diseño

Secadero de tambor rotativo de carcasa doble.

Secadero de tambor rotativo de carcasa triple.

Existe una amplia variedad de diseños de secaderos rotativos para diferentes aplicaciones. El flujo de gas, la fuente de calor y el diseño del tambor afectan a la eficiencia y a la idoneidad de un secadero para diferentes materiales.

### Flujo de gas
La corriente de gas caliente puede moverse desde el extremo de alimentación hacia el extremo de descarga (conocido como flujo en paralelo o en equicorriente) o desde el extremo de descarga hacia el extremo de alimentación (conocido como flujo en contracorriente). La dirección del flujo de gas combinada con la inclinación del tambor determina la velocidad con la que el material se mueve a través del secadero.

### Fuente térmica
La corriente de gas habitualmente se calienta con un quemador que utiliza gas, carbón o petróleo. Si la corriente de gas caliente está formada por una mezcla de aire y gases de combustión de un quemador, el secadero se conoce como "calentado directamente". Alternativamente, la corriente de gas puede estar formada por aire u otro gas (a veces inerte) precalentado. Cuando los gases de combustión del quemador no se introducen en el secadero, se conoce como "calentado indirectamente". A menudo, los secaderos calentados indirectamente se utilizan cuando preocupa la contaminación del producto. En algunos casos, también se utiliza una combinación de secaderos rotativos de calentamiento directo-indirecto para mejorar el rendimiento global.

### Diseño del tambor
Un secadero rotativo puede estar formado por una sola carcasa o varias carcasas concéntricas, aunque por lo general no es necesario más de tres carcasas. Con varias carcasas se puede reducir la cantidad de espacio que requiere el equipo para lograr el mismo rendimiento. Los secaderos de tambor múltiple a menudo se calientan directamente con quemadores de gas o aceite. La adición de una cámara de combustión en el extremo de la alimentación contribuye a garantizar un uso eficiente del combustible y temperaturas del aire de secado homogéneas.

### Procesos combinados
Algunos secaderos rotativos tienen la capacidad de combinar otros procesos con el secado. Otros procesos que se pueden combinar con el secado incluyen el enfriamiento, la limpieza, la trituración y la separación.